# Charlemagne (1852)
Pour les articles homonymes, voir Charlemagne (homonymie).
Le Charlemagne est un navire de ligne de la Marine du Second Empire armé de 66 canons. C'est un navire à voile transformé en navire à vapeur par l'ajout d'une machine à vapeur actionnant une hélice.
En novembre 1852, il fut envoyé par Napoléon III à Constantinople, en violation de la convention de Londres, pour forcer le sultan à accorder aux catholiques les clés de la basilique de la Nativité.
Il participa également au Bombardement d'Odessa de la guerre de Crimée.

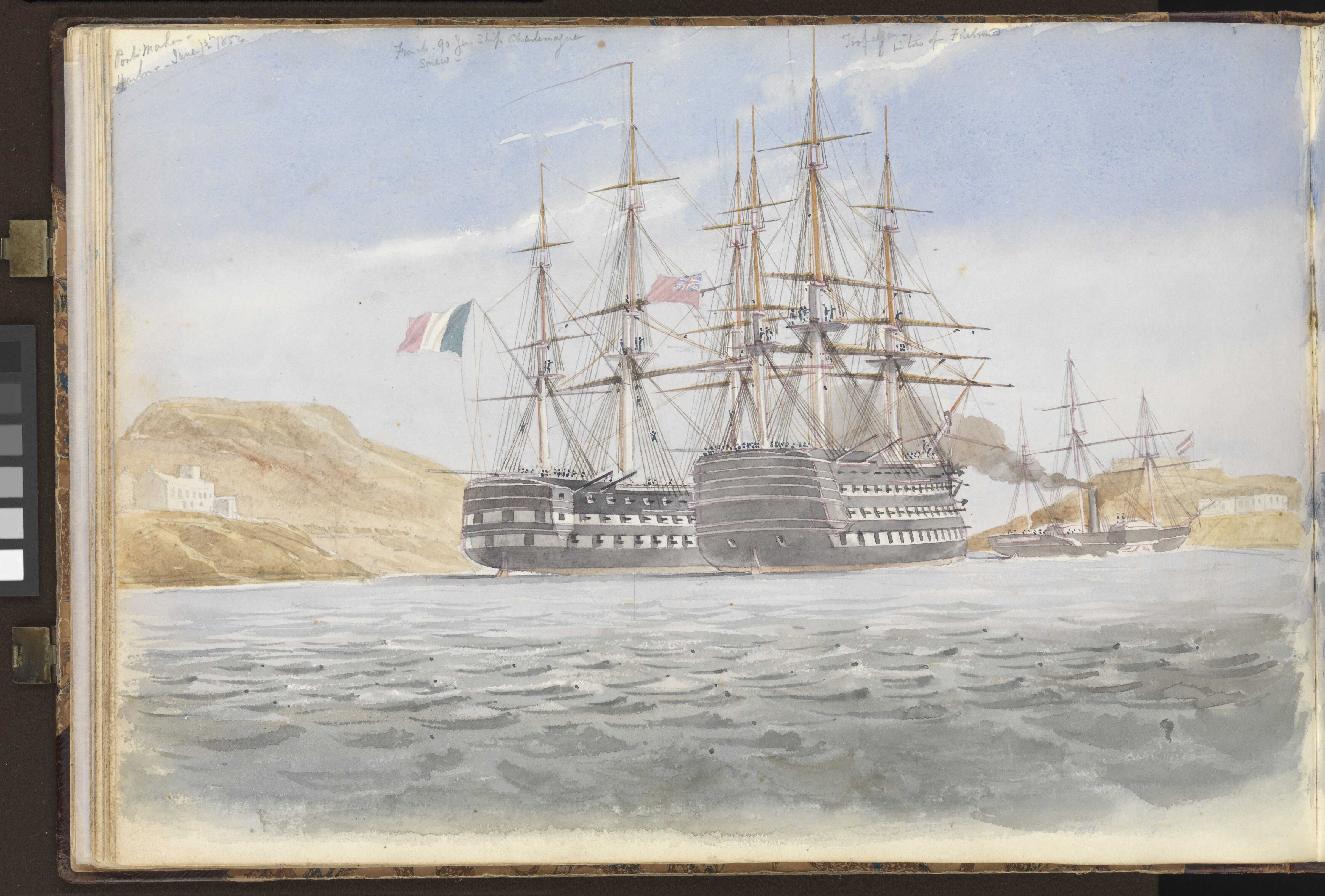
Le Charlemagne et le Trafalgar sortant du port Mahon, mai/juin 1852 par le captaine George Pechell Mends.